# 谢应芳
謝應芳（1295年—1392年），字子蘭，號龜巢。武進（今江蘇常州）人。
自幼篤志好學，潛心性理，致力破除迷信，以道義名節自勵。至正初年，隱居於白鶴溪（今鄒區鶴溪河），築室名“龜巢”，以教書為業，為人耿介，德望重于江南。江浙行省舉為三衢清獻書院山長，辭不就。元末戰亂時，避地吳中。明朝初年回鄉里，洪武年間舉隱逸，任常州府學教授。約卒於明太祖洪武二十五年。著有《龟巢集》十七卷，《思贤录》六卷，《辩惑编》五卷。

## 延伸阅读
[在维基数据编辑]
 在维基文库阅读此作者作品
 《明史卷二百八十二》，出自《明史》